# Orange
För andra betydelser, se Orange (olika betydelser).
| Ett sätt att dela upp färgspektrum | Ett sätt att dela upp färgspektrum                                                                                      | Ett sätt att dela upp färgspektrum                                                                                      | Ett sätt att dela upp färgspektrum                                                                                      |
| ---------------------------------- | --- | --- | --- |
|                                    | | | |
|                                    | | | |
|                                    | Färg | Våglängd (nm) | Frekvens (THz) |
|                                    | Röd | 625–740 | 480–405 |
|                                    | Orange | 590–625 | 508–480 |
|                                    | Gul | 565–590 | 531–508 |
|                                    | Grön | 520–565 | 577–531 |
|                                    | Cyan * | 500–520 | 600–577 |
|                                    | Blå * | 435–500 | 690–600 |
|                                    | Violett | 380–435 | 789–690 |
|                                    | | | |
| *                                  | Newtons sjudelade spektrum inkluderade ”blått” och ”indigo”, som kan ha motsvarat ”cyan” respektive ”blått” i tabellen. | Newtons sjudelade spektrum inkluderade ”blått” och ”indigo”, som kan ha motsvarat ”cyan” respektive ”blått” i tabellen. | Newtons sjudelade spektrum inkluderade ”blått” och ”indigo”, som kan ha motsvarat ”cyan” respektive ”blått” i tabellen. |

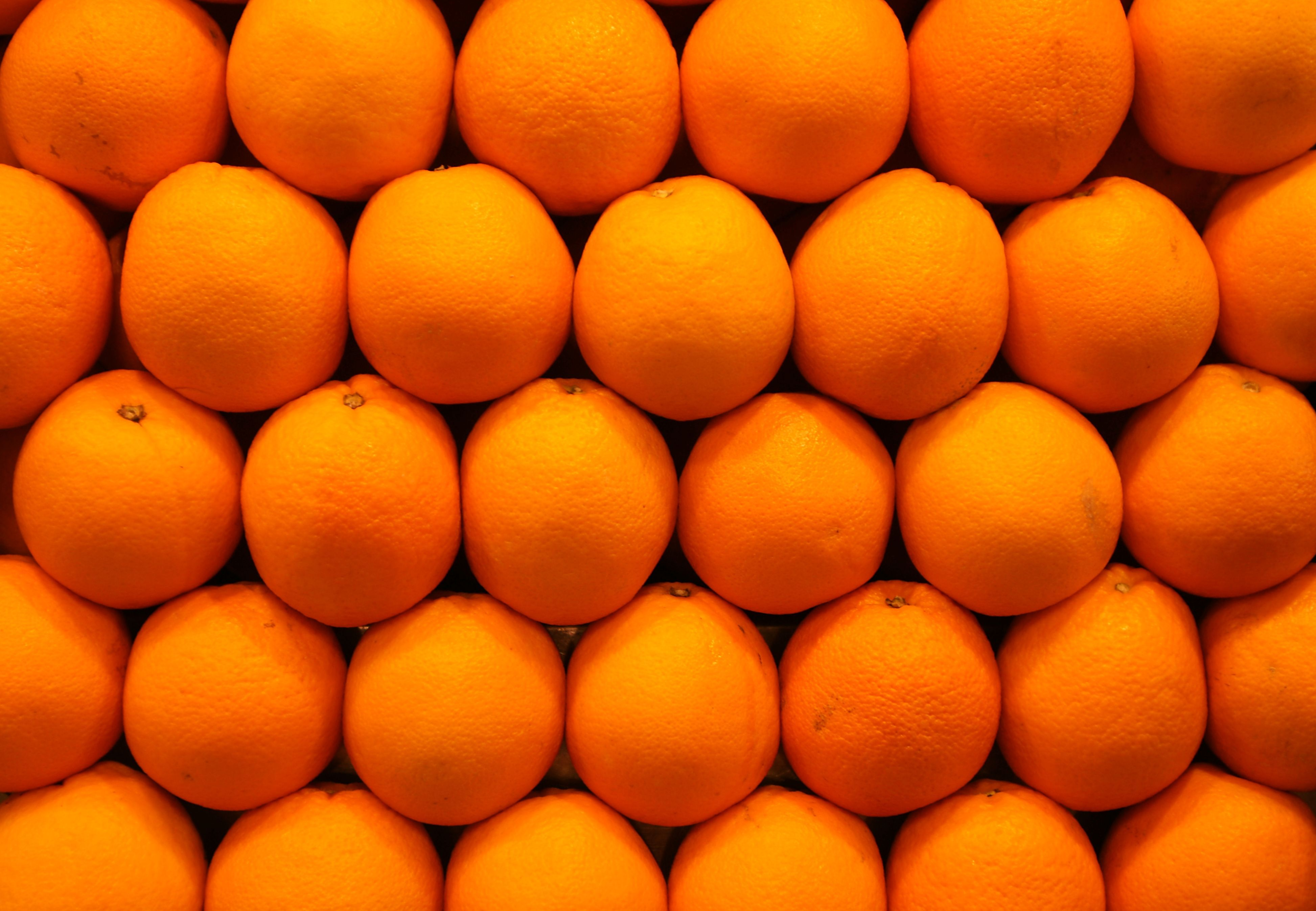
Färgnamnet orange kommer från det franska ordet för apelsin.

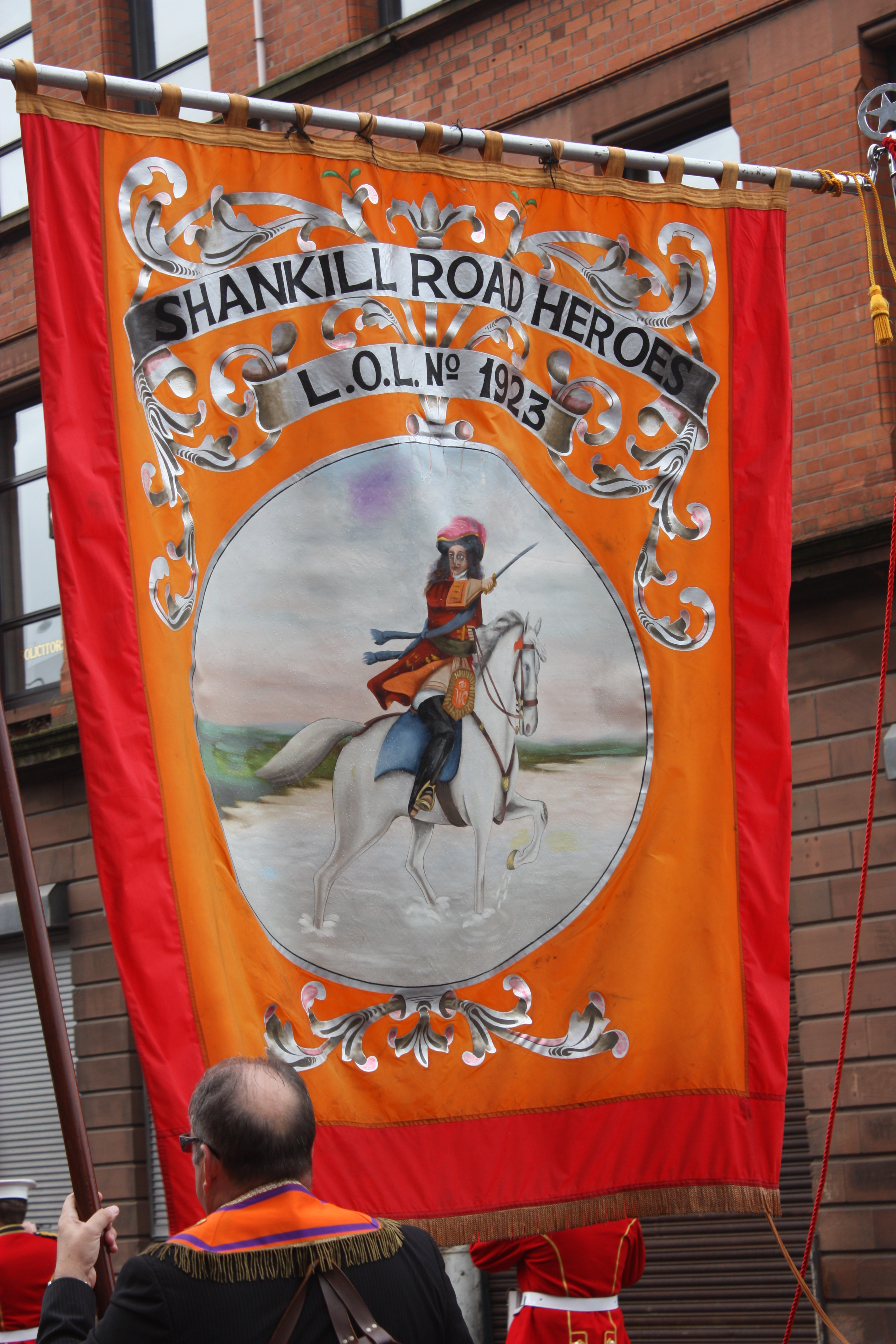
Standar för Oranienorden fotograferad i Belfast i juli 2011.

Orange är en av de sju traditionella spektralfärgerna och betecknar ett färgområde med starka gulröda färger, ofta med mera dragning mot gult än rött. Ett annat ord för samma färg är brandgul, mörkare och mera beskuggade färger med samma kulörtoner brukar kallas bruna och för ljusa och bleka färger används ibland termen aprikos.

## Orange som spektral- och HTML-färg
Färgspektrum utgörs av en kontinuerlig övergång mellan olika våglängder; det finns dock inte något allmänt vedertaget sätt att dela in det i olika färger. Ett av många förslag till indelning visas i boxen härintill, som också visar strålningens frekvens uttryckt i terahertz (THz). Det våglängdsspann som kallas orange varierar mellan olika källor och kan som mest sträcka sig mellan cirka 590 och 640 nanometer (nm). Strålning med närmast längre våglängd ger upphov till röd färg; och med närmast kortare våglängd till gul färg. 
När vårt öga nås av ljus med en våglängd kring 610 nanometer ser vi i normalfallet en orange färg. Strålning med bara en våglängd (monokromatiskt ljus) förekommer dock bara i specialfall, som till exempel i regnbågar; normalt sett är det en blandning av många olika våglängder som får oss att se en orange färg.
I färgurvalet X11-webbfärger finns tre färger som kallas orange. Koordinaterna för den ljusaste av dem visas i boxen nedan. En annan orange färg, med hexadecimalkoordinaterna #FF7F00, är en tertiärfärg inom färgsystemen RGB och CMYK.

## Etymologi
Färgnamnet orange kommer av det franska ordet för apelsin (orange). Detta i sin tur härstammar, eventuellt via spanskan, från det arabiska nāranj (نارنج), som i sin tur kan härledas till nāranga, som är sanskrit för apelsinträd. Ytterst kommer ordet troligen från ett dravidiskt språk där det har grundbetydelsen väldoftande.
Den första kända användningen av orange som färgord i svenska språket förekom 1791.
Färgnamnet brandgul syftar på likheten med eldslågor. Den första kända svenska användningen förekom 1532. Brandgul var länge det vanligaste ordet för detta färgområde, men från mitten på 1900-talet har det skett en gradvis förändring och i dag är orange det vanligare av de båda orden.
Ordet aprikosfärg finns belagt i en svensk modejournal från 1854 men betecknades år 1901 fortfarande som "mindre brukligt". Från mitten på 1900-talet blev aprikos som självständigt färgord allt vanligare i mode- och inredningssammanhang.

## Historik
I forntidens Egypten liksom Induskulturen användes orange inom konsten. I Egypten var färgen omtyckt i gravmålningar, och då användes färgen från ett mineralpigment kallad Realgar. En vanlig källa för färgen under antiken var Auripigment, som importerades till Romerska riket från Kina. 
Under medeltiden var orange, oftast av en brungul nyans, populär för illuminering av manuskript och användes också av alkemister som använde det i sina försök att tillverka guld. Fram till 1500-talet kallades orange ofta för gulröd. 
Under Nederländska frihetskriget associerades färgen orange med det protestantiska Huset Oranien, och kom därför att bli populär som politisk-religiös färg för protestantiska kungligheter i Europa. Under 1600-talet började apelsinträd odlas i England, och den engelska termen för apelsiner, orange, kom då att bli färgens namn.
Under rokokon på 1700-talet kom orange att associeras med fruktens gudinnan Pomona, som då ofta avbildades i tidens allegoriska konst, och färgen blev mer känd och omtyckt genom att uppvärmda växthus gjorde apelsiner vanligare i Europa. 
Orange blev under 1800-talet en populär färg inom målarkonsten. Den användes för att avbilda det naturliga ljusets nyanser utomhus. De brittiska prerafaeliterna använde sig ofta av färgen. I Frankrike blev orange populärt bland impressionisterna och senare postimpressionisterna.

## Associationer och symbolisk innebörd
Orange är liksom många andra färger förknippat med en mängd associationer, föreställningar och symboliska betydelser. Här finns stora skillnader mellan både olika kulturer och subkulturer. Den enskilda personens associationer är dessutom alltid personliga. När det gäller färgers fysiologiska och psykologiska påverkan på människor finns det stora kunskapsluckor och mycket litet är vetenskapligt belagt. Trots detta presenteras omstridda resultat ofta som fakta; och både bland allmänheten och professionella färgsättare florerar mängd myter och faktoider som forskare inom området inte kan bekräfta. Röd-gula färger i rummet har i många studier visat sig ha en aktiverande och uppiggande effekt, men det mesta tyder på att skillnader i färgens intensitet (kulörthet) där har större betydelse än dess kulörton.
Orange är nationalfärg i Nederländerna och symboliserar också den protestantiska Oranienorden (Orange Order) som framför allt är verksam bland Nordirlands protestanter. Symboliken hänvisar i båda fallen till den nederländska fursteätten Oranien. I Nederländerna ledde Vilhelm I av Oranien (1533–1584) ett framgångsrikt självständighetskrig mot Spanien och blev känd som ”fosterlandets fader”. Hans ättling Vilhelm III av England, Irland och Skottland (1650–1702) var en protestantisk kung som bekämpade och besegrade katolska rivaler och rebeller. Ätten Oranien har sitt namn efter staden Orange i Provence. Stadens namn har ingenting med färgen orange att göra; före Julius Caesars erövring hette den Arausio. Den starka symboliska verkan av färgen orange kan alltså i detta fall härledas till en ren ljudlikhet mellan ord med helt olika ursprung och betydelse.
Vintern 2004–2005 ägde den orangea revolutionen rum i Ukraina. Orange användes i stor omfattning av Viktor Jusjtjenkos anhängare, bland annat som gemensam klädfärg vid demonstrationer.
I Sverige använde de fyra partierna i Alliansen (bildad 2004 som Allians för Sverige) orange som en gemensam färg.
Orange är en färg som avviker från de flesta av naturens färger och som därför fungerar bra som signalfärg. Det svenska Televerkets arbetsfordon var orangefärgade för att synas tydligt i trafiken, liksom Rc-loken var fram till början av 2000-talet. Orange används också för som varningsfärg i andra trafiksammanhang, exempelvis på truckar och varningskoner.

## Bilder

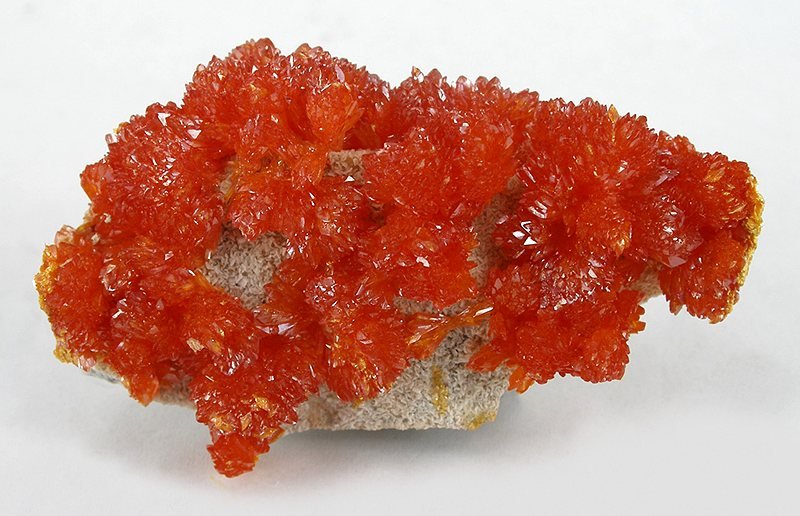
Orpiment-d06-185b
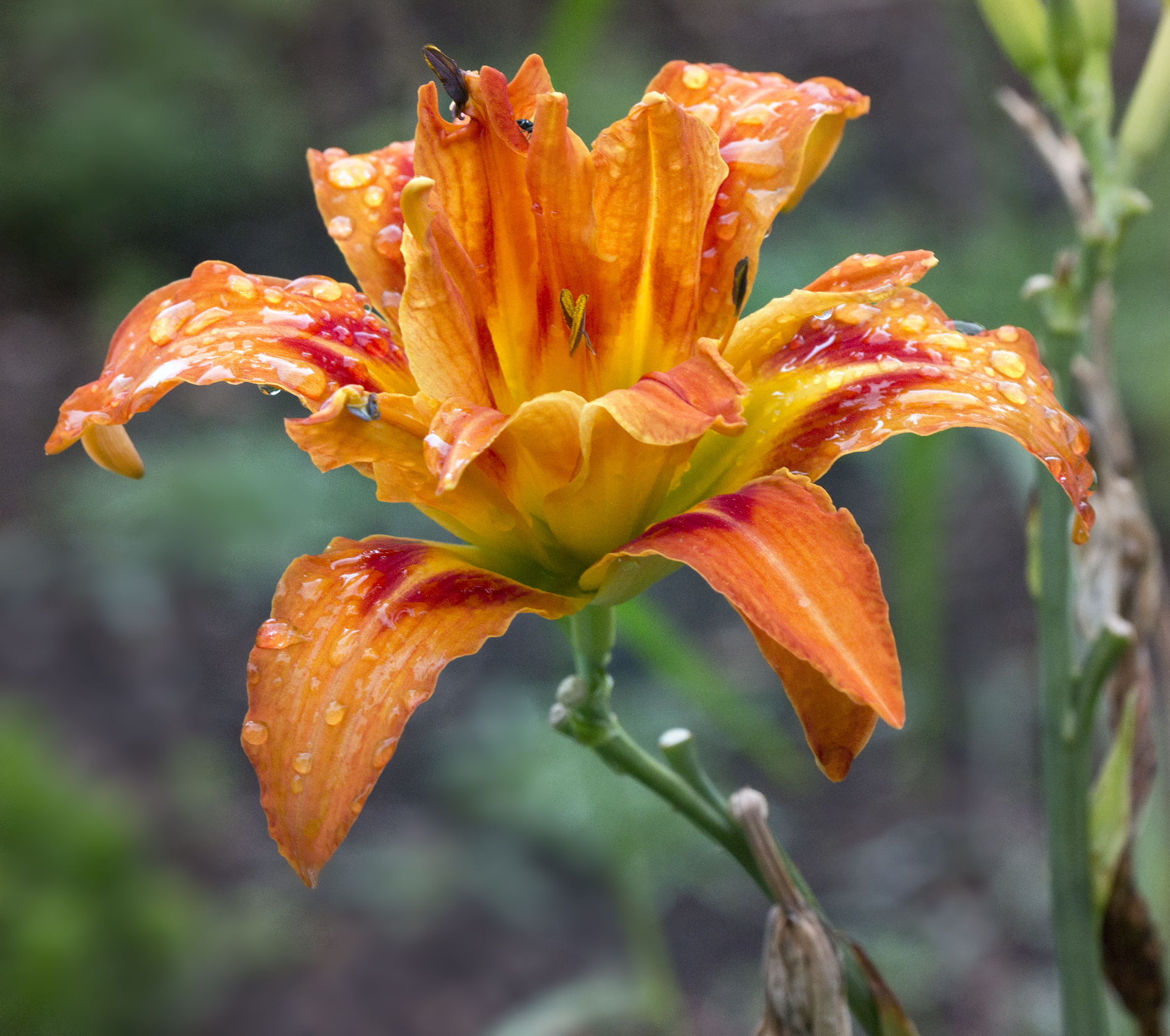
Flower flowers orange yellow
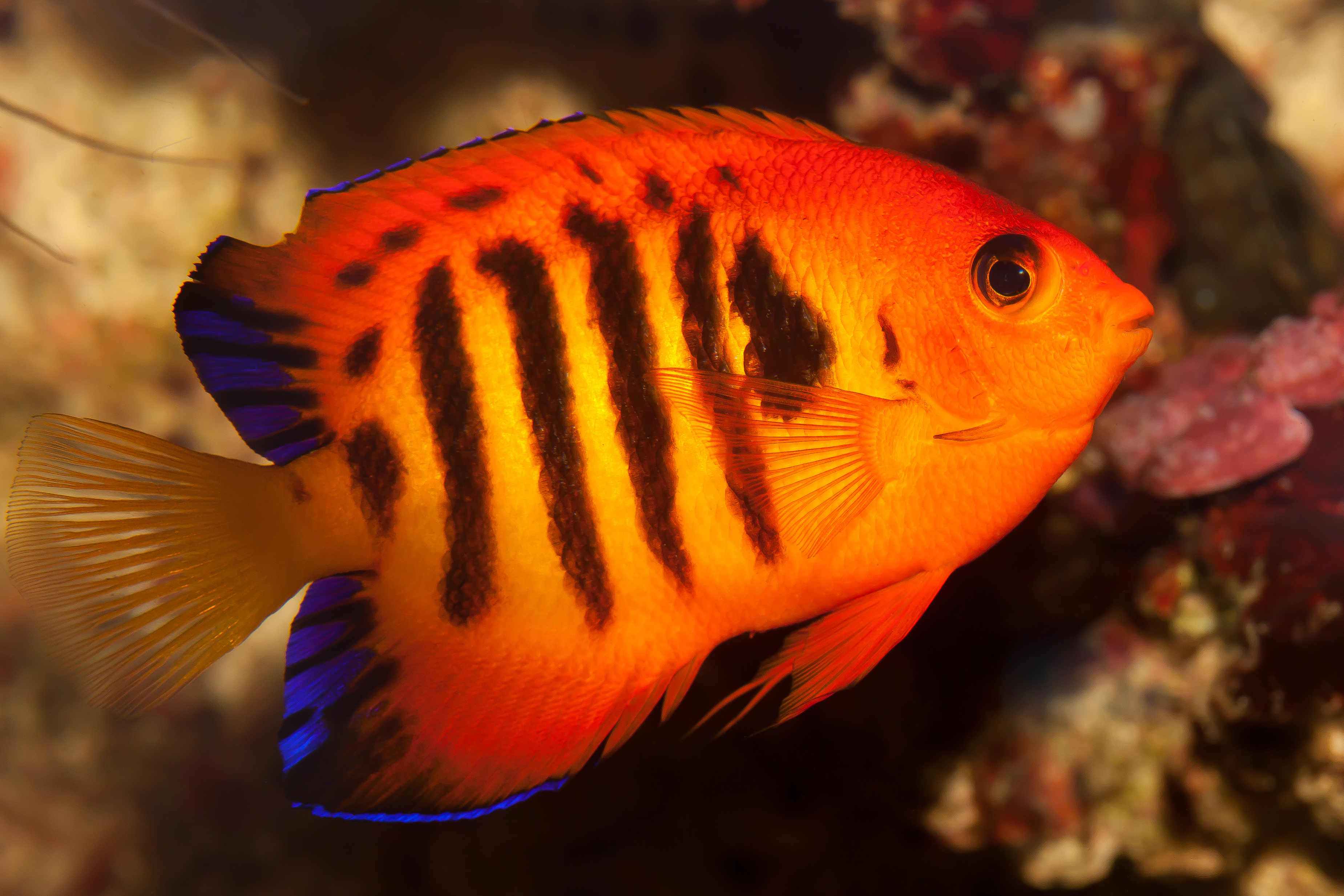
Flame angelfish (Centropyge loricula)
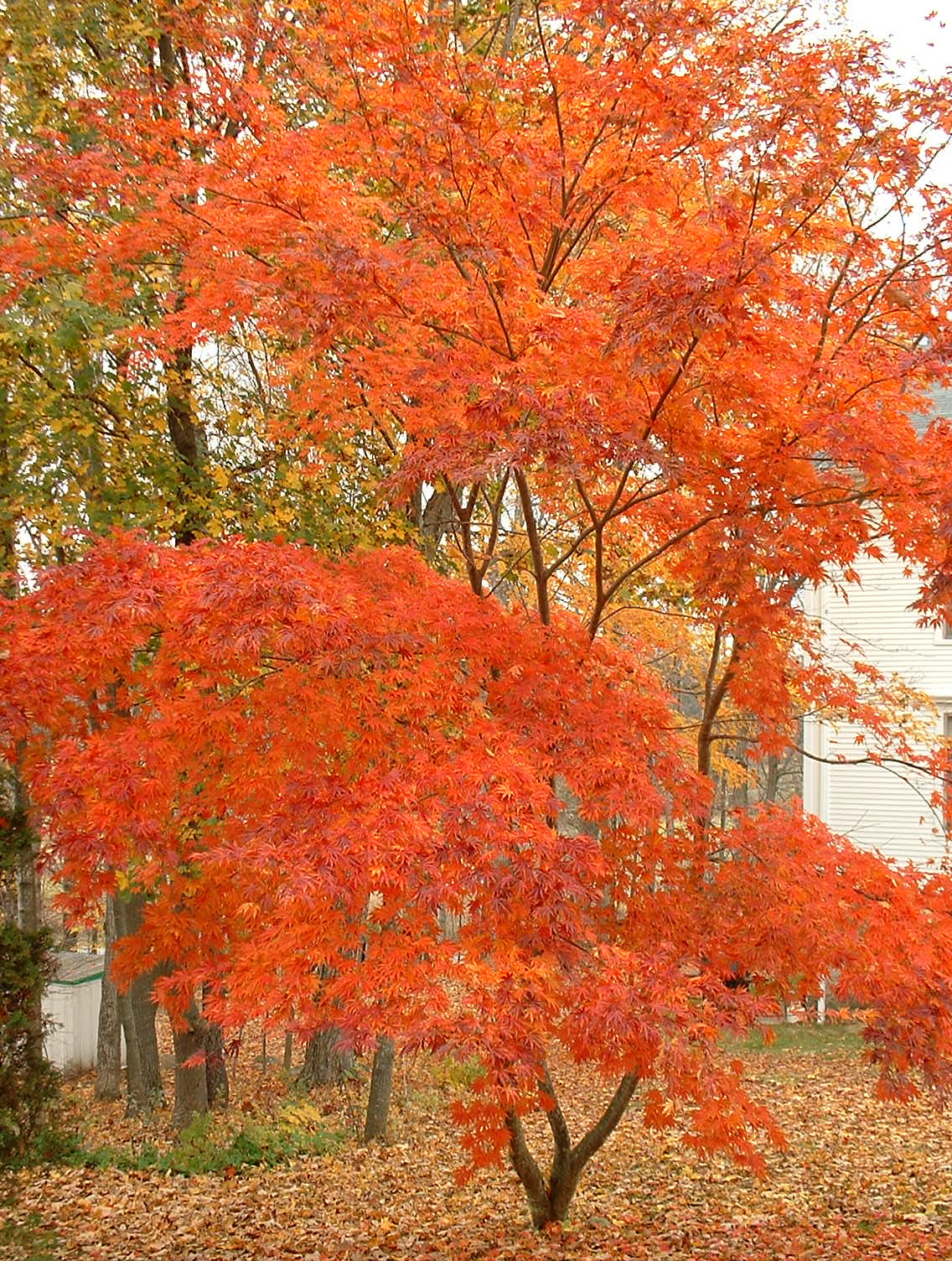
Japanese maple
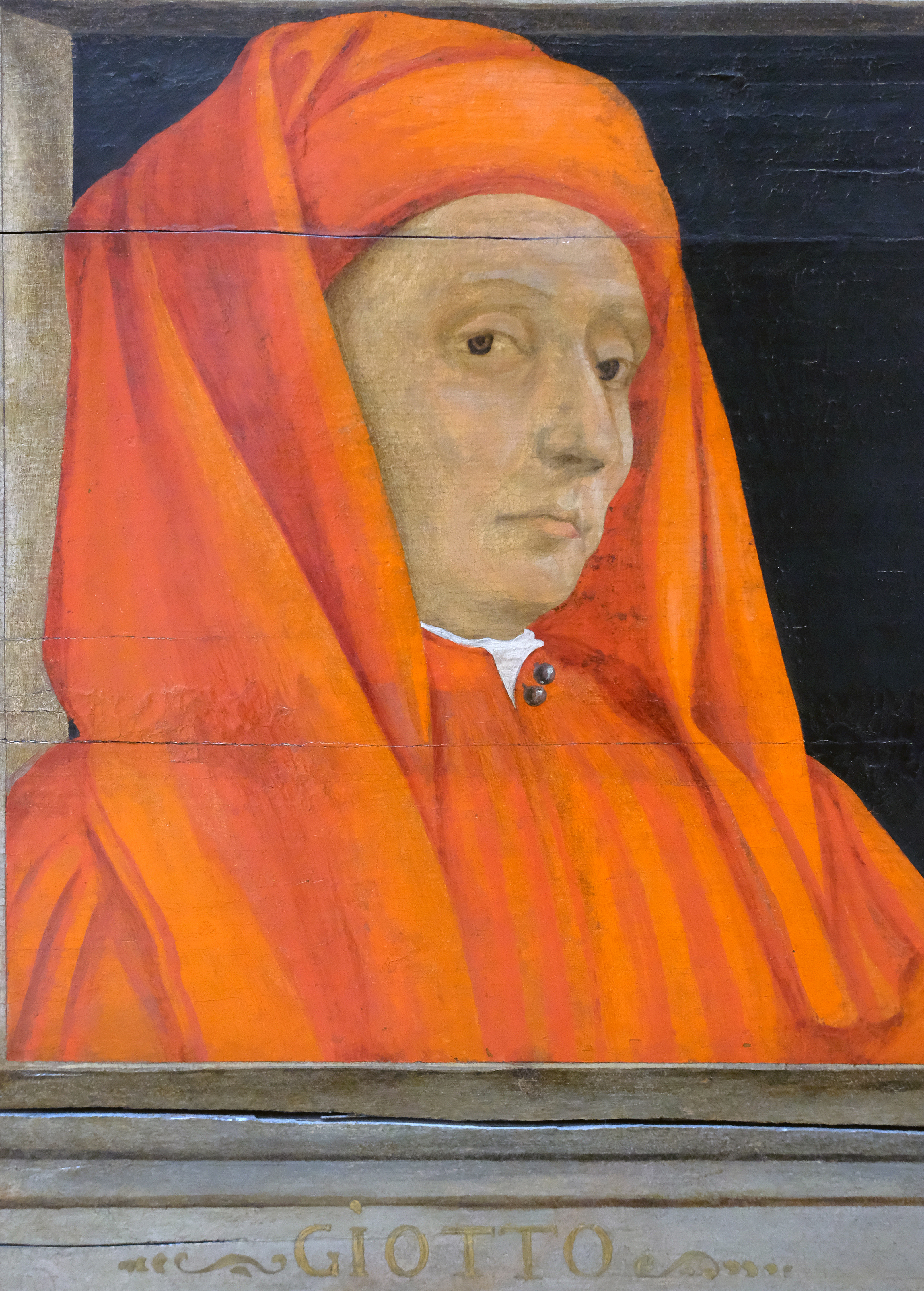
F0371 Louvre 5 maitres INV267 Giotto rwk
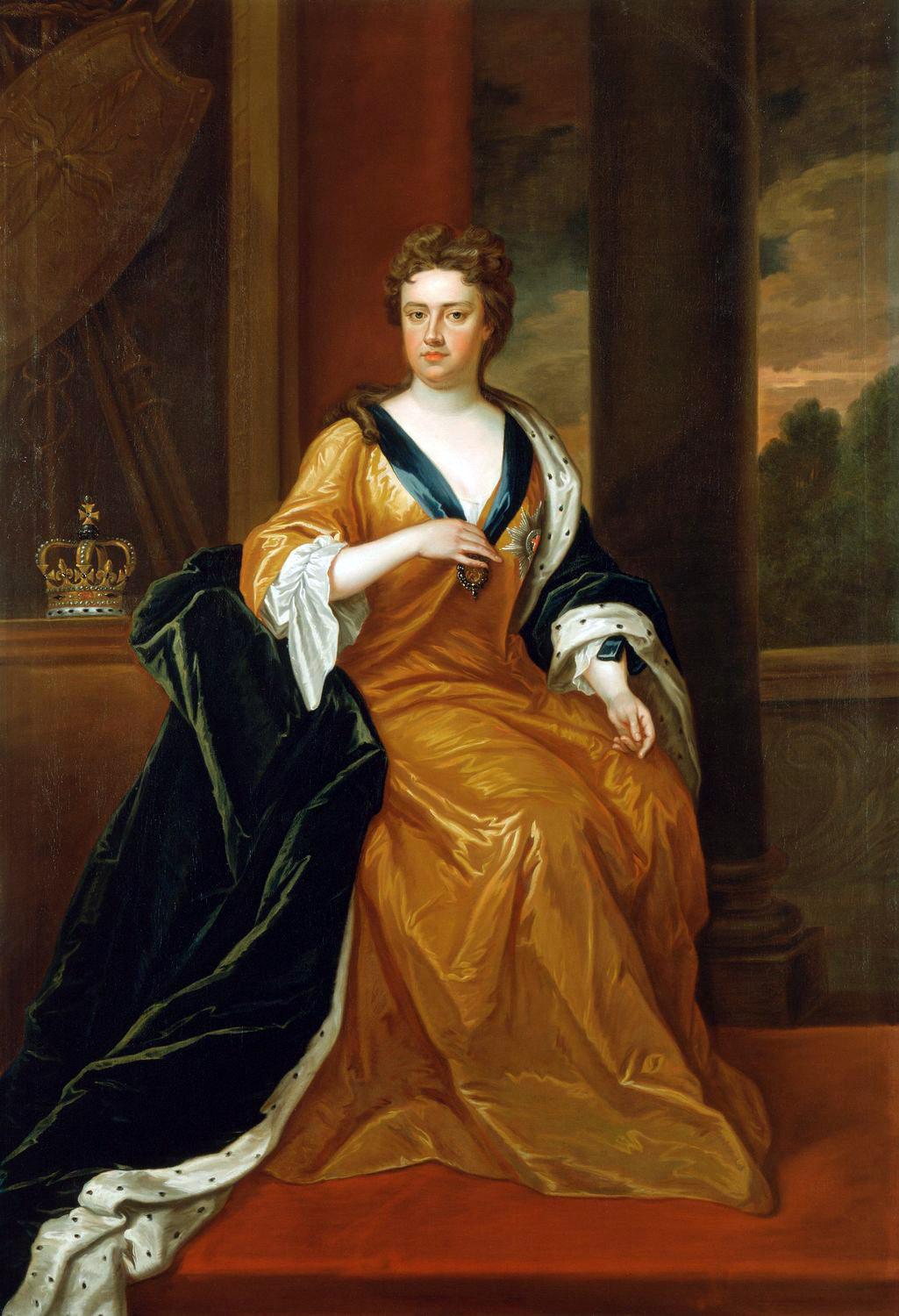
Queen Anne of Great Britain
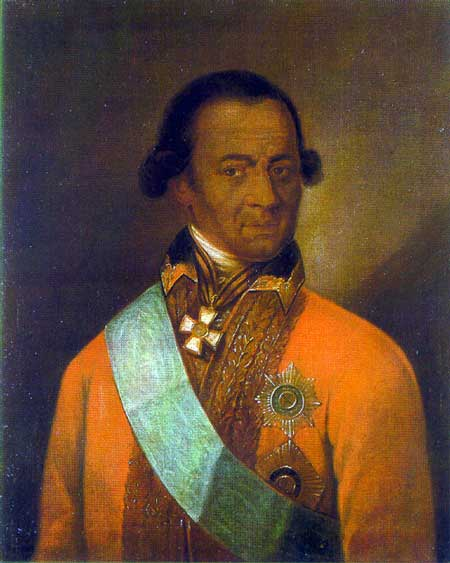
Meller-Zakomelski
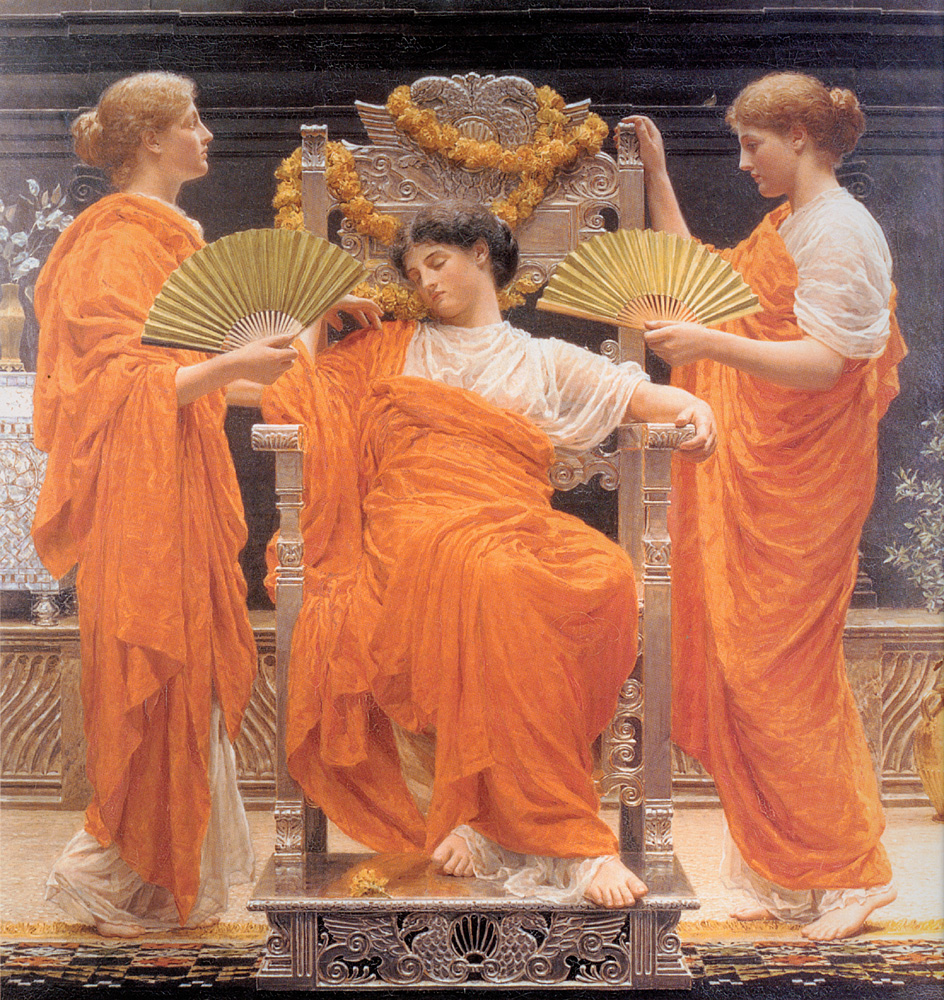
Moore Albert Midsummer
Varningsmärke för frätande ämnen.
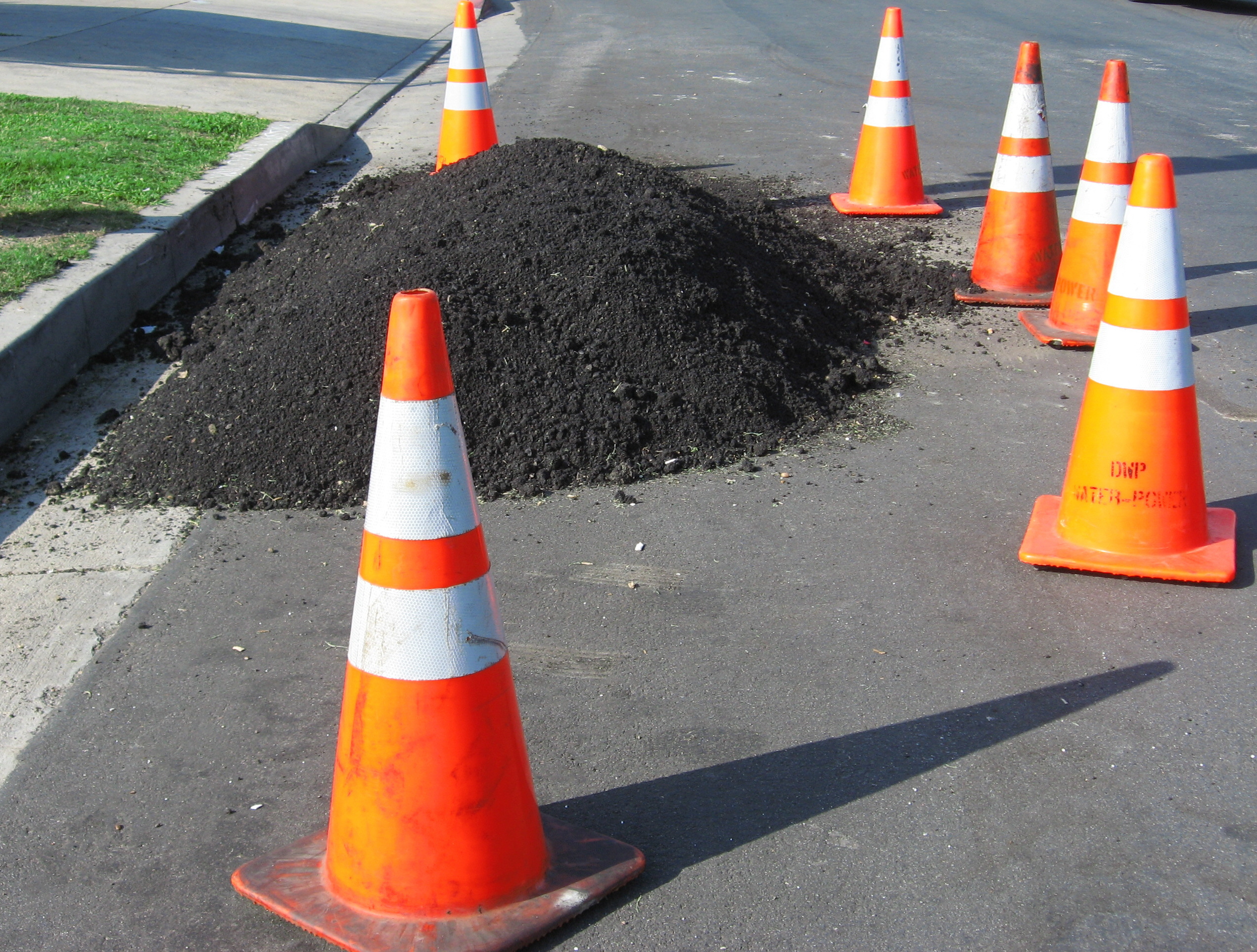
Trafikkoner.
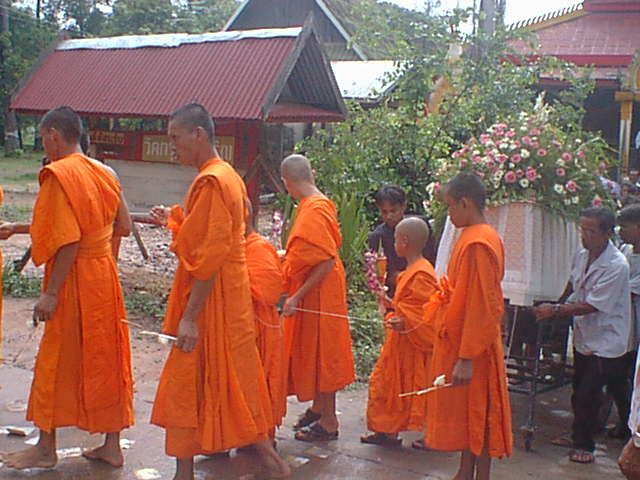
Buddhistiska munkar.
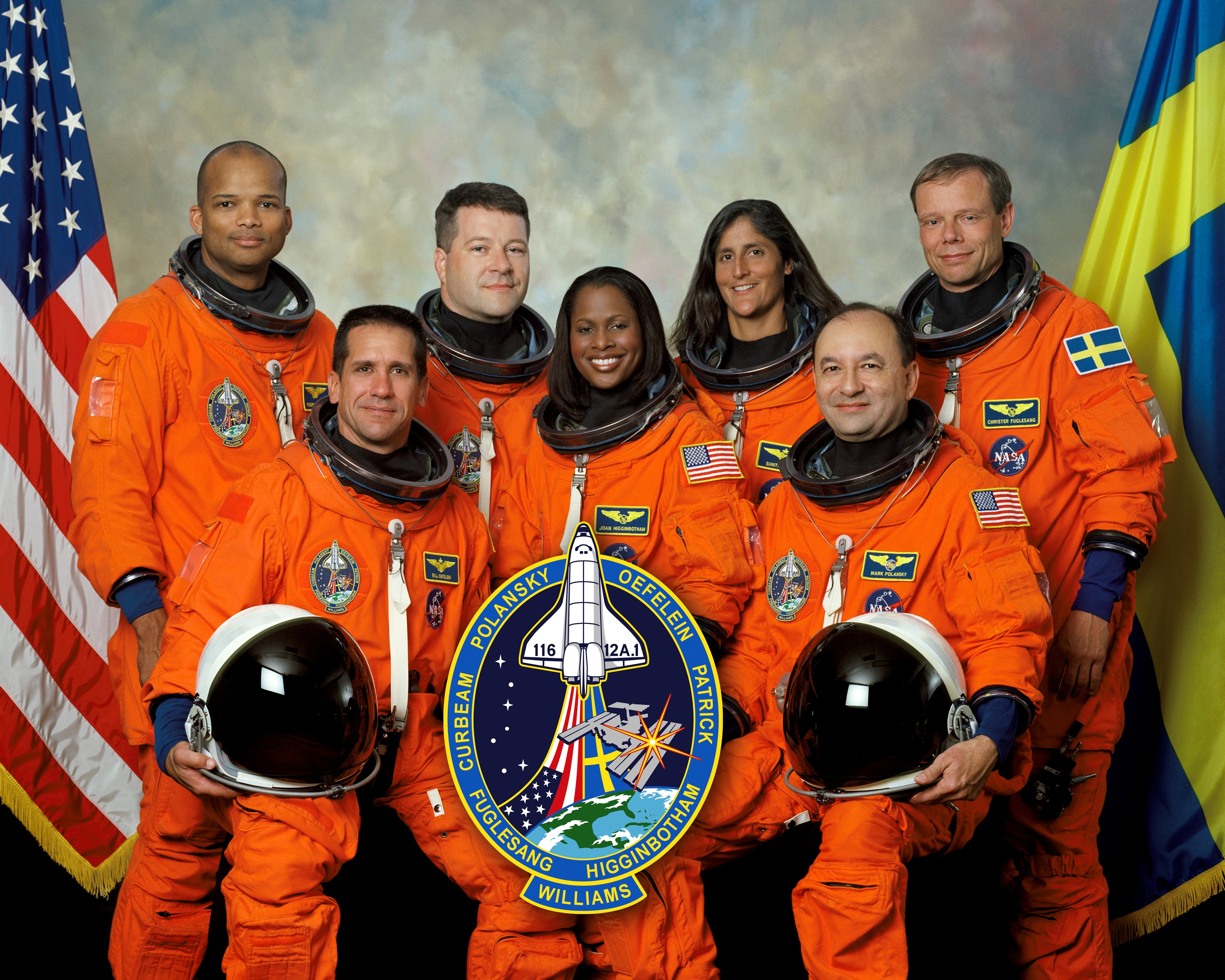
Amerikanska astronauter.